# Liste der griechischen Abgeordneten zum EU-Parlament (2024–2029)
Die Liste der griechischen Abgeordneten zum EU-Parlament (2024–2029) listet alle griechischen Mitglieder des 10. Europäischen Parlamentes nach der Europawahl in Griechenland 2024 auf.

## Aktuelle Mandatsstärke der Parteien
- GUE/NGL: 4
- S&D: 3
- EVP: 7
- EKR: 2
- PfE: 1
- NI: 4

| Nationale Partei                                        | Mandate | Fraktion                                                                               |
| ------------------------------------------------------- | ------- | -------------------------------------------------------------------------------------- |
| Nea Dimokratia (ND)                                     | 07      | Fraktion der Europäischen Volkspartei (EVP)                                            |
| Synaspismos Rizospastikis Aristeras (SYRIZA)            | 04      | Die Linke im Europäischen Parlament – GUE/NGL                                          |
| Panellinio Sosialistiko Kinima – Kinima Allagis (PASOK) | 03      | Fraktion der Progressiven Allianz der Sozialdemokraten im Europäischen Parlament (S&D) |
| Elliniki Lysi (EL)                                      | 02      | Europäische Konservative und Reformer (EKR)                                            |
| Foni Logikis (FL)                                       | 01      | Patrioten für Europa (PfE)                                                             |
| Kommounistiko Komma Elladas (KKE)                       | 02      | fraktionslos (NI)                                                                      |
| Dimokratiko Patriotiko Kinima (NIKI)                    | 01      | fraktionslos (NI)                                                                      |
| Plefsi Eleftherias (PE)                                 | 01      | fraktionslos (NI)                                                                      |
| SUMME                                                   | 21      |                                                                                        |

## Abgeordnete
| Bild | Name                       | geb. | MEP seit      | Partei | Fraktion | Kommentar |
| ---- | -------------------------- | ---- | ------------- | ------ | -------- | --------- |
|      | Georgios Aftias            | 1956 | 16. Juli 2024 | ND     | EVP      |           |
|      | Galato Alexandraki         | 1948 | 16. Juli 2024 | EL     | EKR      |           |
|      | Nikos Anadiotis            | 1983 | 16. Juli 2024 | NIKI   | NI       |           |
|      | Sakis Arnaoutoglou         | 1971 | 16. Juli 2024 | PASOK  | S&D      |           |
|      | Konstantinos Arvanitis     | 1964 | 1. Juli 2014  | SYRIZA | GUE/NGL  |           |
|      | Fredi Beleri               | 1972 | 16. Juli 2024 | ND     | EVP      |           |
|      | Nikolas Farandouris        | 1976 | 16. Juli 2024 | SYRIZA | GUE/NGL  |           |
|      | Emmanouil Fragkos          | 1993 | 2. Juli 2019  | EL     | EKR      |           |
|      | Manolis Kefalogiannis      | 1959 | 1. Juli 2014  | ND     | EVP      |           |
|      | Elena Kountoura            | 1962 | 2. Juli 2019  | SYRIZA | GUE/NGL  |           |
|      | Afroditi Latinopoulou      | 1991 | 16. Juli 2024 | FL     | PfE      |           |
|      | Giannis Maniatis           | 1956 | 16. Juli 2024 | PASOK  | S&D      |           |
|      | Vangelis Meimarakis        | 1953 | 2. Juli 2019  | ND     | EVP      |           |
|      | Eleonora Meleti            | 1978 | 16. Juli 2024 | ND     | EVP      |           |
|      | Lefteris Nikolaou-Alavanos | 1985 | 2. Juli 2019  | KKE    | NI       |           |
|      | Konstantinos Papadakis     | 1975 | 2. Juli 2019  | KKE    | NI       |           |
|      | Nikos Papandreou           | 1956 | 3. Mai 2023   | PASOK  | S&D      |           |
|      | Nikolaos Pappas            | 1990 | 16. Juli 2024 | SYRIZA | GUE/NGL  |           |
|      | Dimitris Tsiodras          | 1959 | 16. Juli 2024 | ND     | EVP      |           |
|      | Eliza Vozemberg            | 1956 | 1. Juli 2014  | ND     | EVP      |           |
|      | Maria Zacharia             |      | 16. Juli 2024 | PE     | NI       |           |